# María del Carmen Díez Orejas
María del Carmen Díez Orejas (Madrid, 30 de agosto de 1964) es una diplomática española. Es embajadora de España en la República Democrática del Congo (desde 2023) y en la República del Congo (desde 2024).

## Biografía
Licenciada en Derecho, ingresó en 1991 en la carrera diplomática. Ha estado destinada en las representaciones diplomáticas españolas en Nigeria, Suiza y República Checa. 
Ha sido consejera técnica en la Dirección General de Política Exterior para Europa y Vocal Asesora para Asuntos Interamericanos en la Dirección General de Política Exterior para Iberoamérica. Posteriormente fue Subdirectora General de México, Centroamérica y Caribe (2005-2008).
Ha sido embajadora de España en Guatemala (julio de 2008-julio 2011);y en Namibia (2011-2015).